# Джохор-Бару
Джохо́р-Ба́ру (малайск. Johor Bahru) — город в Малайзии, столица султаната Джохор на юге Малайского полуострова. Это второй по населению город страны после столицы Куала-Лумпура, с населением в полмиллиона в самом городе и около полутора миллионов в агломерации. Город имеет важное значение для страны как промышленный, торговый, культурный и туристический центр. В Джохор приезжает 60 % иностранных туристов Малайзии, которые проходят через мосты в соседний Сингапур. Джохор-Бару при этом является одним из самых крупных промышленных городов страны.

## География
Джохор-Бару — самый южный город в континентальной Азии. Отделён от Сингапура Джохорским проливом, через который проложены мост и дамба. Город, особенно его южная часть, часто страдает от наводнений

## История
Джохор-Бару был основан в 1855 году Теменггунгом Даенг Ибрагимом, отцом султана Абу Бакара, одного из самых знаменитых малайских султанов. Город назывался Танджунг-Путери, образовался на месте небольшой малайской рыбацкой деревни. Султан Абу Бакар сменил название города на Джохор-Бару и провозгласил его столицей своего султаната в 1866 году, оставив свою столицу в Телук-Беланга на территории Сингапура.

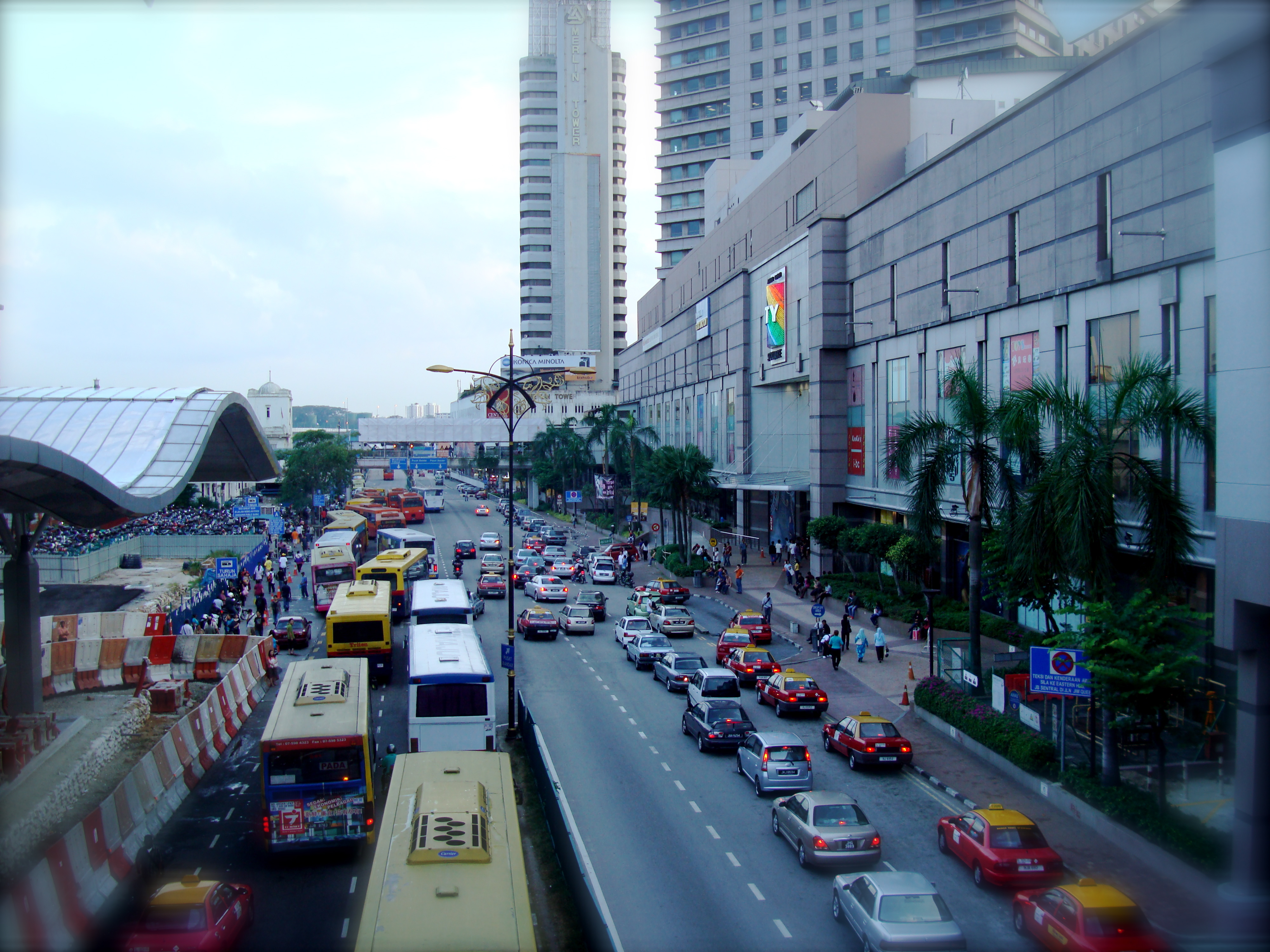
Центральный проспект Джохор-Бару перед Джохор-Бару-Сентрал

Султан Абу Бакар добился успеха в отношениях с британцами и китайцами, поощряя вложения в сельское хозяйство, что привело к процветанию султаната.
В настоящее время[когда?] город проходит через этап ускоренной урбанизации, что приводит к появлению новых современных микрорайонов, таких как Mount Austin.

## Население
Население города состоит из 45 % малайцев, 41,5 % китайцев, 7,1 % индийцев и 6,4 % других народов.
Китайцы представлены несколькими этническими группами, так же как и в Сингапуре. Большинство представлено футьенцами и кантонцами.

## Транспорт
Имеется сеть городского общественного транспорта, тем не менее подавляющее большинство города полагается на личные транспортные средства (собственные автомобили или такси).
В близости к городу находится международный аэропорт Сенай.

## Интересные факты
- Джохор-Бару является родиной одного из самых известных в мире малайзийских коллективов — рок-группы Search.
- На городском стадионе проводятся футбольные матчи как с участием клубов, так и сборных — 16 ноября 1997 года здесь сборная Японии, одержав победу над командой Ирана со счётом 3:2, впервые в истории вышла на чемпионат мира по футболу.
- В городе расположен нулевой километр Малайзии.